# Karancskeszi vármegye
Karancskeszi vármegye egyike Mikszáth nógrádi, palócföldi fiktív helyszíneinek. Sajátos humorának megfelelően kétségek közt hagyja olvasóit, ugyanis csupán szűk körben a helyiek tudhatják bizonyosan, hogy fiktív eseményekre, helyre utal a palócosan gunyoros író. Más fiktív helyszínei esetén viszont még komoly kutatómunkával is csak az zárható ki, hogy a helységnév hivatalos iratokban szerepel, de az nem, hogy nem hivatalosan valamelyik nógrádi helyi közösség nem használja-e a nevet.
Az egy mondatos utalás minden magyarázat nélkül több Mikszáth elbeszélésében is csaknem szó szerint megjelenik. Az 1873-as Nibelungok harca című novellájában:
„A nemes vármegye hatalmasabb volt, mint az ország, s annyira nem fért bőrébe, hogy a »karancskeszi vármegye« repedt ki belőle.”
és az 1874-es Pecsovics világ című novellájában is:
„A tekintetes vármegye hatalmasabb volt, mint az ország, s annyira nem fért bőrébe, hogy a »karancskeszi vármegye« repedt ki belőle.”
A mondat arra utal, hogy a karancskeszi és esetleg a környékbeli nemességet valami olyan sérelem ért a vármegye részéről, amire a kiszakadással és Karancskeszi vármegye néven Nógrádtól független vármegye megalapításával válaszoltak. Ami ugyan közjogi képtelenségnek tűnik, de elvben mégsem lehetetlen, hogy ennek ellenére valaha megkísérelték.